# Sima őzlábgomba
A sima őzlábgomba (Lepiota oreadiformis) a csiperkefélék családjába tartozó, Európában és Észak-Amerikában honos, füves területeken élő, feltehetően mérgező gombafaj. 

## Megjelenése
A sima őzlábgomba kalapja 2-6 cm széles, kezdetben félgömb, majd kúpos vagy harang alakú, később laposan kiterül, közepén kis púp lehet. Felszíne eleinte csaknem sima, idősen pikkelyesedik. Színe piszkosfehér, sárgásfehér, a közepe sötétebb, vörösbarna árnyalatú.
Húsa vékony, fehér vagy halványsárgás. Szaga nagyon gyenge, íze dohos, esetleg kissé édeskés.
Közepesen sűrű, vékony lemezei szabadon állnak. Színük fiatalon fehér vagy krémszínű, idősen rózsaszínes árnyalatot kapnak. 
Tönkje 3-7 cm magas és 0,3-0,6 cm vastag. Alakja hengeres, töve megvastagodhat, gyakran hajlott, belül üreges. Múlékony gallérzónája fölött a felülete sima, alatta finoman szálas, gyapjas; a burokmaradványok sávokban láthatók és a kalap szélén is megmaradhatnak.
Spórapora fehér. Spórája orsó vagy megnyúlt ellipszoid alakú, sima, mérete 11-14 x 5,5-7 µm.  

### Hasonló fajok
A büdös őzlábgomba vagy a vöröslábú őzlábgomba hasonlít hozzá, esetleg az ehető mezei szegfűgombával is összetéveszthető. 

## Elterjedése és termőhelye
Európában és Észak-Amerikában honos. Magyarországon ritka.
Nyílt füves területeken, réteken található meg, sokszor meszes, homokos talajon. Nyár végén, ősszel terem.
Feltehetően sok más kis őzlábgombához hasonlóan mérgező.     